# Untereschbach
Untereschbach ist ein Stadtteil von Overath im Rheinisch-Bergischen Kreis im Süden Nordrhein-Westfalens.

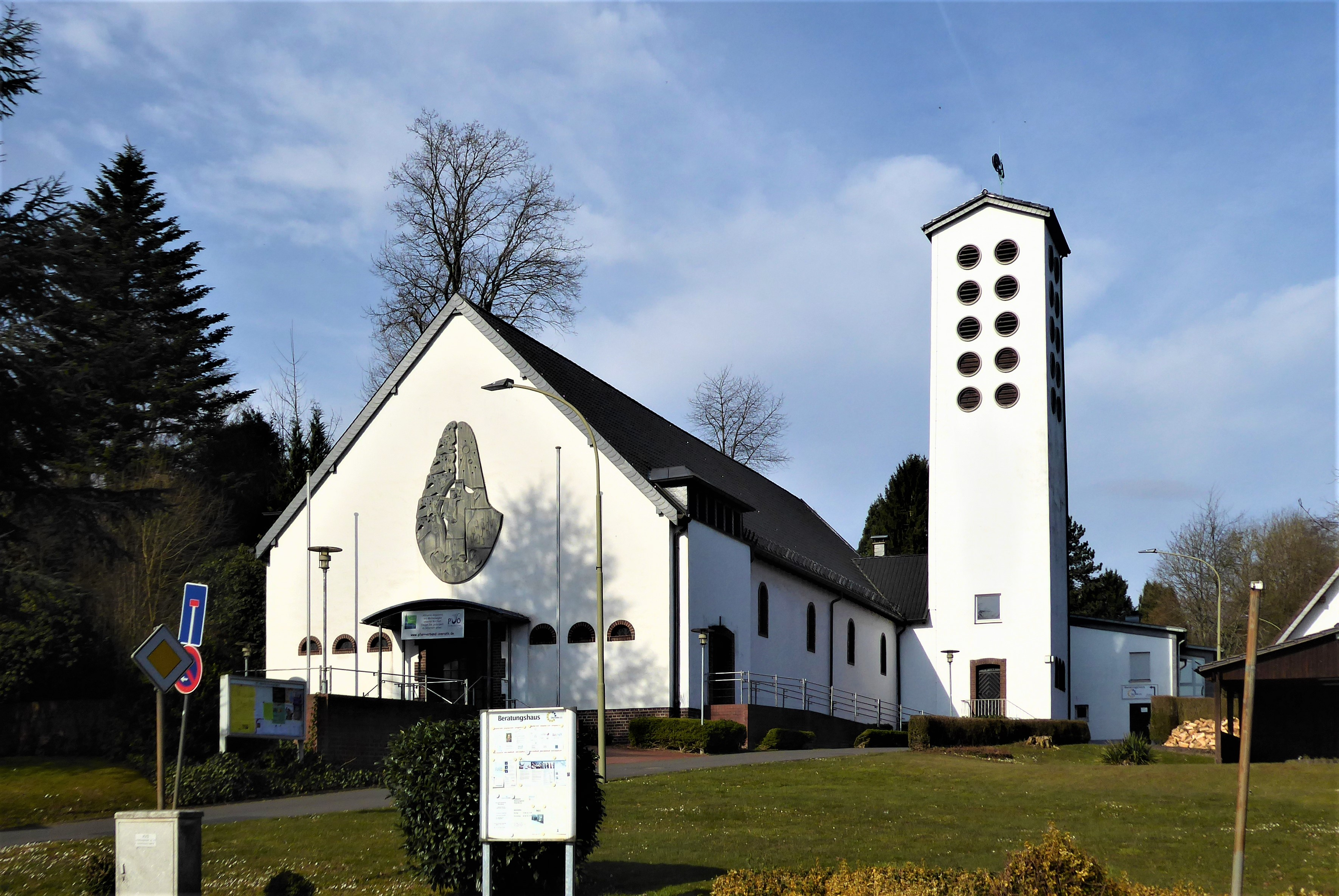
Kirche St. Mariä Himmelfahrt in Untereschbach

Untereschbach liegt im Sülztal im Westen des Overather Stadtgebiets, an der Mündung des Eschbachs. Es grenzt im Norden an die Stadt Bergisch Gladbach, im Nordosten an die Ortsteile Immekeppel und im Südosten an Steinenbrück sowie im Westen an die Stadt Rösrath.
Unterschbach ist mit der Anschlussstelle Untereschbach an die Autobahn A 4 Köln–Olpe angebunden; die B 55 verläuft auf derselben Trasse wie die Autobahn.

## Geschichte
Die Siedlung entstand an der Kreuzung der alten Brüderstraße (aelde Broederstraiß, heute Olper Straße und frühere B 55) mit der Heidenstraße, die Richtung Immekeppel das Sülztal entlangführte. Die Brüderstraße wurde 1386 erstmals erwähnt. Vermutlich gab es damals schon eine Siedlung an der Kreuzung. Die Eschbacher Mühle existiert mindestens seit 1413. Aufgrund der Mühle wurde der Ort auch Mühleneschbach genannt.
Bis zur Stilllegung der Strecke 1966 hatte Untereschbach einen Bahnhof an der Bahnstrecke Köln–Lindlar (im Volksmund: Sülztalbahn), welcher sich in Höhe des heutigen Brückenpfeilers der Autobahn befand.
Vor 1975 gehörte der Ort zur Stadt Bensberg. Im Zuge der kommunalen Neugliederung wurde der Ort gemäß § 10 Köln-Gesetz zum 1. Januar 1975 Teil der Stadt (damals Gemeinde) Overath.

## Bergbau
Bereits im Hochmittelalter schürfte man in der gesamten Umgebung von Untereschbach nach Blei für den Bau des Kölner Doms und des Altenberger Doms. Verbrieft ist der Bergbau seit der Mitte des 19. Jahrhunderts für die Grube Lüderich. Seit 1897 hatte die AG des Altenbergs hier ihren Sitz. Weitere Erzgruben waren die Grube Grünewald und die Grube Napoleon.

### Dammbruch der Grube Weiß
Nordöstlich von Obereschbach erstreckt sich das Betriebsgelände der Grube Weiß mit mehreren Klärteichen, die sich bis an die Straße, die nach Untereschbach führt, nach Südwesten ausdehnen. In der Nacht vom 15. auf den 16. August 1932 brach der Damm des unteren Klärteiches. An dieser Stelle befindet sich heute der Bauhof der Stadt Bergisch Gladbach. Eine verheerende Katastrophe bahnte sich um Mitternacht den Weg durch das Eschbachtal. Ein fürchterliches Grollen „wie Donner“ begleitete die Schlammmassen auf ihrem Weg das Tal hinab. Gebäude wurden beschädigt oder zerstört. Kühe, Schweine, Hühner und sonstige Haustiere erstickten in der Schlammflut. Wertvolles Acker- und Wiesenland wurde auf Jahrzehnte hinaus unbrauchbar gemacht, so dass die schlimmen Folgen bis heute sichtbar sind.

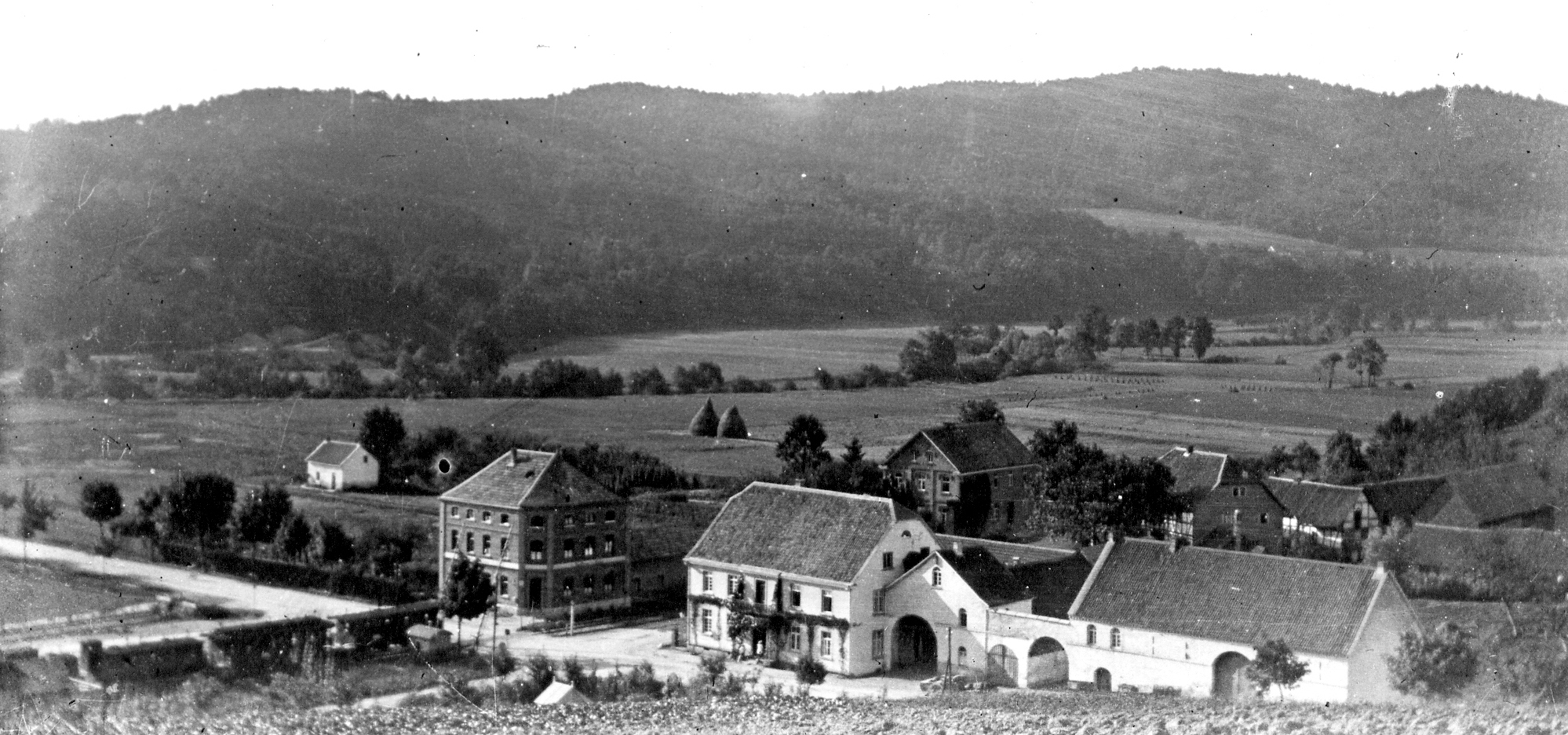
Güterzug fährt in Untereschbach in den Bahnhof ein 1892

## Verkehr
Bis zur Stilllegung 1966 hatte Untereschbach einen Bahnhof an der Bahnstrecke Köln–Lindlar. Im Volksmund nannte man die Bahn damals auch Sülztalbahn oder et Lindlarer Jrietchen, und die Bahnpostfahrer sprachen von der Strecke Immekeppel–New York.

## Wanderwege
Neben einigen anderen Wanderwegen führt der Jakobsweg nach Santiago de Compostela aus Marburg kommend mit nächstem Etappenziel Köln durch Untereschbach.
In die andere Richtung führt der Elisabethpfad, ein Pilgerweg von Köln kommend in Richtung Marburg.